# TT387
TT387 (Theban Tomb 387) è la sigla che identifica una delle Tombe dei Nobili ubicate nell'area della cosiddetta Necropoli Tebana, sulla sponda occidentale del Nilo dinanzi alla città di Luxor, in Egitto. Destinata a sepolture di nobili e funzionari connessi alle case regnanti, specie del Nuovo Regno, l'area venne sfruttata, come necropoli, fin dall'Antico Regno e, successivamente, sino al periodo Saitico (con la XXVI dinastia) e Tolemaico.

## Titolare
TT387 era la tomba di:
| Titolare | Titolo                                                          | Necropoli  | Dinastia/Periodo         | Note |
| -------- | --------------------------------------------------------------- | ---------- | ------------------------ | ---- |
| Mertptah | Scriba reale della tavola del Signore delle Due Terre in Karnak | El-Assasif | XIX dinastia (Ramses II) |      |

## Biografia
Unica notizia biografica ricavabile: una parte del nome della moglie, Neb(?)

## La tomba
Una scala costituita da due rampe adduce a un cortile, in cui si trovano quattro statue di Osiride (a, b, d, e in planimetria) e due della dea Hathor come vacca sacra (c, f) in atto di proteggere un re non identificabile (asportato). Un'altra scala, sulle cui pareti è rappresentato (1) il defunto dinanzi a una divinità maschile e brani di testi dedicati ad Amon-Ra-Horakhti. Ai piedi della scala si apre una sala trasversale; sulle pareti: su due registri (2) brani del Libro delle Porte, il defunto presentato da Thot a Osiride e alla dea dell'Occidente (Mertseger), il defunto e la moglie presentati da Anubi ad Hathor; scena di Confessione negativa (?) con il defunto seguito da due personaggi (?); un prete offre incensi dinanzi a due uomini e una donna; il defunto purificato da due preti e divinità femminili in forma di alberi. Sul lato corto a est (3) un uomo dinanzi a una divinità maschile (?) e, poco oltre (4), portatori di offerte, il defunto che adora Osiride e uomini che offrono libagioni al defunto (?); su altra parete (5) offerta di libagioni al defunto e portatori di offerte. Poco oltre (6-7) resti di scene rappresentanti offerte al defunto e (8), su due registri, il defunto seguito da un uomo e da portatori di offerte adora Ra-Horakhti, la Dea dell'Occidente e un gruppo di sette divinità sedute; in due scene preti in offertorio al defunto. Al centro della parete (9) una nicchia sulle cui pareti è rappresentato il defunto dinanzi a tavole per offerte e resti illeggibili di testi.

### Annotazioni
1. ↑  La numerazione dei locali e delle pareti segue quella di Porter e Moss 1927, p. 438.
2. ↑  La prima numerazione delle tombe, dalla numero 1 alla 252, risale al 1913 con l'edizione del "Topographical Catalogue of the Private Tombs of Thebes" di Alan Gardiner e Arthur Weigall. Le tombe erano numerate in ordine di scoperta e non geografico; ugualmente in ordine cronologico di scoperta sono le tombe dalla 253 in poi.
3. ↑  I campi della Duat, ovvero l'aldilà egizio, si trovavano, secondo le credenze, proprio sulla riva occidentale del grande fiume.
4. ↑  Nella sua epoca di utilizzo, l'area era nota come "Quella di fronte al suo Signore" (con riferimento alla riva orientale, dove si trovavano le strutture dei Palazzi di residenza dei re e i templi dei principali dei) o, più semplicemente, "Occidente di Tebe".
5. ↑  le Tombe dei Nobili, benché raggruppate in un'unica area, sono di fatto distribuite su più necropoli distinte.
6. ↑  Le note, sovente di inquadramento topografico della tomba, sono tratte, fino alla TT252, dal "Topographical Catalogue" di Gardiner e Weigall, ed. 1913 e fanno perciò riferimento alla situazione dell'epoca.

### Fonti
1. ↑  Gardiner e Weigall 1913.
2. ↑  Donadoni 1999,  p. 115.
3. ↑  Porter e Moss 1927, p. 439.
4. ↑  Porter e Moss 1927,  p. 437.
5. ↑  Porter e Moss 1927,  p. 439.